# 조예진 (배구 선수)
조예진(1993년 12월 2일 ~ )은 대한민국의 배구 선수이다.